# منگنز (II) اکسید
اکسید منگنز(II) (به انگلیسی: Manganese(II) oxide) با فرمول شیمیایی MnO یک ترکیب شیمیایی با شناسه پاب‌کم ۱۴۹۴۰ است. که جرم مولی آن 70.9374 g/mol می‌باشد. شکل ظاهری این ترکیب، بلورین سبز است.